# سیارک ۷۸۸۱۶
سیارک ۷۸۸۱۶ (به انگلیسی: 78816 Caripito، نامگذاری:2003PZ9) هفتاد و هشت هزار و هشتصد و شانزدهمین سیارک کشف شده‌است که در ۴ اوت ۲۰۰۳ کشف شد.